# Xã Sandy Creek, Quận Mercer, Pennsylvania
Xã Sandy Creek (tiếng Anh: Sandy Creek Township) là một xã thuộc quận Mercer, tiểu bang Pennsylvania, Hoa Kỳ. Năm 2010, dân số của xã này là 795 người.